# 帕特里克·比罗绍
帕特里克·比罗绍（法語：Patrick Birocheau，1955年9月23日—），法国前男子乒乓球运动员。他曾获得2枚欧洲乒乓球锦标赛金牌。他也曾参加1988年夏季奥林匹克运动会。